# كل ما تحتاجه هو الحب

كل ما تحتاجه هو الحب (البيتلز) 1967

كل ما تحتاجه هو الحب (بالإنجليزية: All You Need Is Love) أغنية لفريق الروك البريطاني «البيتلز» صدرت كأغنية منفردة في يوليو 1967. كتبها جون لينون ونسبت إلى شراكة «لينون ومكارتني». كانت الأغنية مساهمة بريطانية في برنامج «عالمنا Our World» (أول إنتاج تلفزيوني مباشر دولي عبر الأقمار الصناعية والذي تم بثه في 25 يونيو 1967)، وتم تصوير الفريق أثناء تسجيلاتهم في استوديوهات (EMI) في لندن في 25 يونيو. تم بث البرنامج عبر الأقمار الصناعية وشاهده أكثر من 400 مليون مشاهد في 25 دولة. كانت كلمات لينون مبسطة عن عمد، لتمكين الجمهور حول العالم من المتابعة وفهم موضوع الكلمات.
تصدرت الأغنية قوائم المبيعات الفردية في بريطانيا والولايات المتحدة والعديد من البلدان الأخرى، وأصبحت نشيدًا لاحتضان "الثقافة المضادة" لفلسفة "قوة الأزهار flower power"، حيث كانت الثقافة المضادة" (ظاهرة ثقافية مناهضة للمؤسسات، تطورت في معظم أنحاء العالم الغربي بين منتصف الستينيات ومنتصف السبعينيات)، و"قوة الأزهار" (شعار استخدم في أواخر الستينيات وأوائل السبعينيات كرمز للمقاومة السلبية واللاعنف).

## خلفية الأغنية
وقع فريق البيتلز في 18 مايو 1967، عقدًا للظهور كممثلين لبريطانيا في برنامج «عالمنا»، والذي كان من المقرر بثه على الهواء مباشرة دوليًا، عبر الأقمار الصناعية، في 25 يونيو. طُلب من فريق البيتلز تقديم أغنية ذات رسالة يمكن للجميع فهمها بسهولة، وباستخدام مصطلحات «اللغة الإنجليزية الأساسية». تولى الفريق المهمة في وقت كانوا يفكرون في عمل الفيلم التلفزيوني «جولة سحرية غامضة Magical Mystery Tour»، وكانوا أيضاً يعملون على أغانٍ لفيلم الرسوم المتحركة «الغواصة الصفراء Yellow Submarine». تم اختيار «كل ما تحتاجه هو الحب» لبرنامج «عالمنا» لأهميتها الاجتماعية المعاصرة أكثر من أغنية بول مكارتني «أمك يجب أن تعرف Your Mother Should Know»، وفي مقالة لمجلة ميلودي ميكر، قال براين إبشتاين منتج الفريق عن «كل ما تحتاجه هو الحب»: "لقد كانت أغنية ملهمة وأرادوا حقًا إرسال رسالة إلى العالم. الشيء الجميل في الأمر أنه لا يمكن إساءة تفسيرها. إنها رسالة واضحة تقول أن الحب هو كل شيء".
شرح جون لينون، في وقت لاحق، أن التصريحات الغنائية البسيطة للأغنية كانت بسبب إعجابه بالشعارات والإعلانات التلفزيونية، وشبّه الأغنية بقطعة دعائية، مضيفًا: «أنا فنان ثوري، وفنّي مكرس للتغيير». يصنف لينون بعد وفاته على أنه «بطل إنساني». جاءت دعوة الأغنية للبث حول العالم وللأهمية القصوى للحب بعد تقديم لينون للفكرة في كلماته إلى برنامج «عالمنا»، وأيضا لتصريحات جورج هاريسون بعد تقديمه لأغنيته «بك وبدونك Within You Without You» وتصريحه: «مع حبنا، يمكننا إنقاذ العالم».
لم يتأثر فريق البيتلز كثيراً عندما أخبرهم مدير أعمالهم بريان إبستين لأول مرة أنه رتب لظهورهم في برنامج «عالمنا»، وقاموا بتأخير اختيار أغنية للبث. ذكر مكارتني وهاريسون في المقابلات التي تمت في الفيلم والألبوم «مقتطفات البيتلز»  في التسعينيات، إنهم غير متأكدين إذا كانت «كل ما تحتاجه هو الحب» قد كتبت لبرنامج «عالمنا»، في حين صرح رينجو ستار وجورج مارتن، منتج البيتلز، أن الأغنية تمت كتابتها للبرنامج. قال مكارتني: «لقد تم تصميمها بالتأكيد للبث التليفزيوني، بمجرد أن حصلنا عليها. لكن لدي شعور بأنها كانت مجرد واحدة من أغاني جون التي كانت قادمة على أي حال».

## كلمات الأغنية
حب حب حب Love, love, love
لا يوجد شيء يمكنك القيام به لا يمكن القيام به. There's nothing you can do that can't be done
لا شيء يمكنك غنائه لا يمكن غنائه. Nothing you can sing that can't be sung
لا شيء يمكنك قوله، ولكن يمكنك تعلم كيفية لعب اللعبة Nothing you can say, but you can learn how to play the game
هذا شيء سهل It's easy
لا شيء يمكنك صنعه لا يمكن صنعه. Nothing you can make that can't be made
لا أحد يمكنك حمايته لا يمكن حمايته. No one you can save that can't be saved
لا يمكنك فعل أي شيء، ولكن يمكنك أن تتعلم كيف تكون أنت في الوقت المناسب Nothing you can do, but you can learn how to be you in time
هذا شيء سهل. It's easy
كل ما تحتاجه هو الحب All you need is love
كل ما تحتاجه هو الحب All you need is love, love
الحب هو كل ما تحتاجه Love is all you need
حب حب حب Love, love, love
لا يوجد شيء يمكنك معرفته هو غير معروف. There's nothing you can know that isn't known
لا شيء يمكنك رؤيته وهو لا يظهر. Nothing you can see that isn't shown
لا يوجد مكان يمكنك أن تكون فيه ليس من المفترض أن تكون فيه. There's nowhere you can be that isn't where you're meant to be
هذا شيء سهل. It's easy
كل ما تحتاجه هو الحب All you need is love
كل ما تحتاجه هو الحب (الكل معًا الآن) All you need is love (All together now)
كل ما تحتاجه هو الحب (الجميع) All you need is love (Everybody)
كل ما تحتاجه هو الحب، والحب All you need is love, love
الحب هو كل ما تحتاجه Love is all you need
(هي تحبك، أجل، أجل، أجل) (She loves you, yeah, yeah, yeah)
(أوه، أمس) (Oh, yesterday)

## تسجيل الأغنية
تم بث «عالمنا» في أيام مضطربة وصعبة، وفي أعقاب حرب الأيام الستة العربية الإسرائيلية، ووسط الضجة العامة التي سببها اعتراف مكارتني بأنه أخذ عقار إل إس دي. في 25 يونيو، قطع البث المباشر إلى استوديوهات (EMI) في الساعة 8:54 مساءً بتوقيت لندن، أي قبل 40 ثانية من المتوقع. كان مارتن والمهندس جيف إيمريك يشربان ويسكي سكوتش لتهدئة أعصابهم لتنفيذ مهمة خلط الصوت للبث المباشر في جميع أنحاء العالم، واضطروا إلى دفع الزجاجة والنظارات لاخفائها أسفل مكتب الخلط. جلس فريق البيتلز (باستثناء ستار، خلف مجموعة الطبول الخاصة به) على مقاعد مرتفعة، مصحوبة بأوركسترا من ثلاثة عشر قطعة. كانت الفرقة محاطة بالأصدقاء والمعارف الجالسين على الأرض، الذين غنوا جنبًا إلى جنب مع العزف قرب نهاية الأغنية أثناء تلاشي الصوت. وكان من بين هؤلاء الضيوف ميك جاغر، وإريك كلابتون، وماريان فيثفول، وكيث ريتشاردز، وكيث مون، وغراهام ناش، وباتي بويد (زوجة هاريسون)، إلى جانب مايك ماكجير وجين آشر (شقيق وصديقة مكارتني، على التوالي). تم تصميم الاستوديو ليعكس الجانب المجتمعي لهذه المناسبة مع إظهار موقع التأثير الذي احتفظ به فريق البيتلز بين أقرانهم، لا سيما بعد إطلاق ألبوم «الرقيب بيبر Sgt. Pepper». تم تقديم العديد من الدعوات من خلال مساعدي البيتلز مال إيفانز وتوني برامويل، الذين زاروا العديد من النوادي الليلية في لندن في الليلة التي سبقت البث.

## طاقم العزف والتسجيل
جون لينون: غناء - جيتار - بانجو
بول مكارتني: غناء - جيتار باس - جيتار باس مزدوج
جورج هاريسون: غناء - جيتار رئيسي - كمان
رينغو ستار: طبول
جورج مارتن: بيانو
غناء الكورس: ميك جاغر - كيث ريتشاردز - ماريان فيثفول - جين آشر - مايك مكارتني - باتي هاريسون - إريك كلابتون - جراهام ناش - كيث مون - هانتر ديفيز - غاري ليدز، وكثيراً غيرهم.
بالإضافة إلى اوركسترا يعزف: الكمان - التشيلو - الساكسفون التينور - البوق - فلوجيلهورن - الترومبون – الأكورديون.

## الأغنية على القوائم حول العالم
احتلت الأغنية المركز الأول في عام 1967 في كل من: أستراليا – النمسا – كندا – أيرلندا – هولندا – نيوزيلندا – النرويج – السويد – المملكة المتحدة – الولايات المتحدة – ألمانيا.
ظهرت على قوائم أفضل أغاني عام 1967 في كندا – الولايات المتحدة (بيلبورد – كاش بوكس).
حصلت على جائزة الاسطوانة الفضية في المملكة المتحدة.
حصلت على جائزة الاسطوانة الذهبية في الولايات المتحدة.
صنفت مجلة رولينج ستون «كل ما تحتاجه هو الحب» في المرتبة 370 على قائمتها «أعظم 500 أغنية في كل العصور».

## وصلات خارجية
https://www.thebeatles.com/song/all-you-need-love نسخة محفوظة 15 يوليو 2021 على موقع واي باك مشين. كل ما تحتاجه هو الحب
https://www.youtube.com/watch?v=_7xMfIp-irg كل ما تحتاجه هو الحب
https://www.youtube.com/watch?v=_OuYLGHkrBk كل ما تحتاجه هو الحب